# Jean Marie Leye Lenelgau
Jean Marie Leye Lenelgau (Jean-Marie Manatawai) (ur. 1932, zm. 9 grudnia 2014) – vanuacki polityk, prezydent kraju od 2 marca 1994 aż do 2 marca 1999.